# Unione Nazionale di Solidarietà
L’Unione Nazionale di Solidarietà (in fiammingo Verbond der Dietse Nationaal-Solidaristen, Verdinaso) fu un partito politico fascista attivo in Belgio e nei Paesi Bassi dal 1931 al 1940.
Fondato da Joris Van Severen, il Verdinaso si presentava come un partito autoritario di ispirazione sociale e corporativista, seguendo la politica di Mussolini ed Hitler (anche in tema di antigiudaismo).
Fino al 1934 auspicò lo scioglimento del Belgio e la riunione delle Fiandre con i Paesi Bassi.
Dopo il 1934 la ricostituzione del Regno Unito dei Paesi Bassi, comprendenti anche il Belgio.
Joris Van Severen morì nel 1940, ucciso da soldati francesi.